# Хмельницькі

Герб Хмельницьких — видозмінений Абданк

Герб Хмельницьких — Масальський

Хмельницькі гербу Абданк з хрестом або гербу Масальський — український шляхетський рід.

## Представники
- Владислав Хмельницький (1550)— батько Венжика Хмельницького
  - Венжик Хмельницький (Венцеслав) (р. н. — 1569) — український військовий козацький діяч XVI ст., козацький полковник, низовий гетьман (1534—1569). Дід Зеновія Богдана.
    - Михайло Хмельницький (? — 1620) — шляхтич, чигиринський підстароста.
      - Богдан Хмельницький (? — 1657) — гетьман Війська Запорозького, керівник Хмельниччини.
        - Тиміш Хмельницький (1635[3] — 1653)
          - Іван
          - Богдан

        - Юрій Хмельницький (1641[3] — ?) — в листах до козацької старшини 1678 року підписувався наступним титулом: «Юрій Гедеон Венжик Хмельницький, князь Сарматії, Малої Росії і України, вождь військ запорозьких».[3] На листах підписувався: «Георгій Гедеон князь»;[3] нобілітований на сеймі 1659 року, на знак того, що його батько втратив шляхетство через організацію Хмельниччини. Отримав у володіння Гадяч і Миргород з околицями[2]. Використовував герб Масальський,[2].
        - Катерина Хмельницька (Олена) — дружина Данила Виговського (1 травня 1661[3]), брата Івана Виговського; дружина Павла Тетері (2 травня 1661[3])
        - Олена Хмельницька — Інше ім'я: Стефаніда; дружина Івана Нечая (1661).

      - Ян (Іван) Михайлович Хмельницький[4]
        - Яненко-Хмельницька Олена Іванівна (? — раніше 1671) — друга дружина Григорія Дорошенка[5].
        - Павло Іванович Хмельницький (? — ?) — полковник київський; нобілітований на сеймі 1661 року; отримав у володіння Бобровницю, Бугайовку і Бірки у Київському воєводстві,[3] згадується у листі Юрія Хмельницького, під 1678 роком.
          - Єфросинія Павлівна Яненко-Хмельницька (? — 1684) — друга дружина гетьмана Петра Дорошенка[6].
          - Іван Павлович Яненко-Хмельницький (? — 1679) — козацький полковник, соратник гетьмана Юрія Хмельницького[7].

        - Яненко-Хмельницький Іван Іванович[4].

## Герб
Герб Хмельницького за гербовниками Каспера Несецького (1715—1724 виданий у Львові) та Бобровича (1835) — герб Масальський. На своїх листах 1648 р. Хмельницький підписувався — Зеновій Богдан Хмельницький.